# Maria Stuart
María Estuardo  (del alemán: Maria Stuart) es una obra de Schiller escrita en el año de 1800. Es un drama compuesto en cinco actos basado en los últimos días de vida de María I de Escocia. Su estreno se celebró el 14 de junio de 1800 en el teatro de la corte de Weimar, Alemania. La obra constituyó la base de la ópera Maria Stuarda de Donizetti (1835).

## Resumen de la obra
María Estuardo esta presa en al castillo de Talbot, por ser un peligro a la corona de Isabel y culpada de la muerte de su esposo  Lord Darnley. Privada de lujos, expectante por el resultado de su juicio, no aceptaba la potestad de la corte y juzgaba que solo Isabel al ser su igual tenía la posibilidad de dictar sentencia, persuadió a su carcelero para que le entregara una carta de su parte, con intención de concertar una entrevista con la reina. Mortimer convertido al  catolicismo tras un viaje a Italia, se convenció del derecho de María Estuardo al trono de Inglaterra y destinó su vida a su liberación. Convencida de la lealtad de Mortimer le hizo partícipe de la buena voluntad del conde de Leicester a su causa y le entregó un escrito que contenía su retrato para que se identificaran y unieran esfuerzos. 
Isabel esta en dialogación para unirse en matrimonio con la Corona francesa, el pueblo clama la condena de María, escucha consejos sobre su decisión con respecto a la sentencia. Se presenta Paulet y le entrega la carta de María Estuardo, la conmueve esta pero no se decidió aceptar sino hasta que escuchó la elocuencia del conde Leicester, que veía por el beneficio de María. Leicester mantenía una relación estrecha con Isabel y era su preferido, pero una ofensa pasada hacia el amor de María Estuardo le infundía sentirse en deuda y para expiarse cambiaba, pero no sacrificaría su posición. Mortimer se confió a él y le exhorto a unirse a su empresa temeraria, de liberar a Esturdo por la fuerza, pero no convinieron. Isabel quería muerta a María pero no iba macular sus manos, por lo que confiando en la juventud y lealtad de Mortimer le encomendó el regicidio tácitamente. 
La entrevista entre Isabel y María, terminó por aumentar la hostilidad, cuando Isabel sale a las calles de vuelta y es víctima de  la conspiración de Ridolfi, es culpada María, sin embargo, en la obra es explicado como una indisciplina por parte de uno de los confabulados que organizó Mortimer, él a pesar del peligro se queda aún con el anhelo de liberarla, se revela y admite su verdadera naturaleza ante María, le confiesa su amor pasional, y su ambición de poseerla. Mortimer se inmola antes de ser detenido. Isabel decide que se ejecute a María el día siguiente, le entrega la orden a un delegado sin darle órdenes explícitas de su voluntad. El conde Leicester es sospechoso en el intento de su asesinato, tras  encontrar pruebas de las relaciones con la traidora, en las posesiones de María. El conde cohonesto su perfidia y fue perdonado, pero a condición de hacer cumplir la sentencia, para probar que su relación con María es inexistente y solo era intriga del enemigo. El barón de Burleigh le quita al secretario la orden y la ejecuta, por lo que la reina se desentiende de su culpabilidad en la muerte de María. Tras su muerte el conde de Leicester deja Inglaterra, el conde Shrewsbury dimite ante la reina, y ella se queda sola en la escena.

## Personajes
- Isabel, reina de Inglaterra
- Maria Estuardo, reina de Escocia
- Robert Dudley, conde de Leicester
- Jorge Talbot, conde de Shrewsbury
- Guillermo Cecil, barón de Burleigh, gran tesorero
- Conde de Kent
- Guillermo Davison, secretario de Estado
- Amias Paulet, caballero, carcelero de María
- Mortimer, sobrino de Paulet
- Conde de L'Aubespine, embajador francés
- Conde de Bellievre, enviado extraordinario de Francia
- Okelly, amigo de Mortimer
- Drugeon Drury, segundo carcelero de María
- Melvil, mayordomo de María
- Anna Kennedy,nodriza de María

Señores franceses e ingleses, el sheriff del condado, guardias, sirvientes de la reina de Escocia.

## Representación en castellano
La obra se llevó al escenario del Teatro Español de Madrid en 1942, con dirección de Cayetano Luca de Tena e interpretación de Elvira Noriega en el papel de María, Porfiria Sanchiz como la reina Isabel, Julia Delgado Caro, Félix Navarro y Armando Calvo.